# Gottfried Ganßauge
Gottfried Ganßauge (* 7. Dezember 1900 in Dresden; † 23. März 1988 in Kassel) war ein deutscher Kunsthistoriker und Denkmalpfleger.

## Leben
Gottfried Ganßauge war der Sohn des Fabrikbesitzers und Kaufmanns Richard Ganßauge und dessen Frau Margarete (geborene Wolf). Er besuchte das Annenrealgymnasium in Dresden, wurde jedoch von Juni bis Dezember 1918 als Einjährig-Freiwilliger im Sächsischen Feldartillerie-Regiment Nr. 12 zum Militärdienst herangezogen. Nach dem Abitur begann er mit dem Sommersemester 1920 an der TH Dresden Hochbau zu studieren. Im November 1922 legte er die Vorprüfung ab, bestand im Dezember 1924 die Abschlussprüfung mit der Note „sehr gut“ und erhielt das Ingenieursdiplom in Architektur. Er studierte danach Kunstgeschichte und wurde am 30. November 1927 bei Cornelius Gurlitt mit einer Arbeit zur Baugeschichte von Schloss Pillnitz promoviert. Anschließend war er in der Denkmalpflege tätig. Er bearbeitete mit Walter Kramm und Wolfgang Medding die Bände für die Reihe der Kunstdenkmälerinventare des Regierungsbezirks Kassel und wurde Leiter der Außenstelle Kassel des Hessischen Landeskonservators. 1934 unternahm er Ausgrabungen an der Burgruine Reichenau in Hessisch Lichtenau.

## Veröffentlichungen (Auswahl)
- Das Schloß Pillnitz als Beispiel für den chinesischen Einfluss auf die Baukunst Europas im 18. Jahrhundert. In: Neues Archiv für Sächsische Geschichte und Altertumskunde 49, 1928, S. 59–77.
- Die Geschichte des Pillnitzer Schlosses. Heinrich, Dresden 1932.
- mit Walter Kramm, Wolfgang Medding: Kreis Wolfhagen (= Die Bau- und Kunstdenkmäler des Regierungsbezirks Kassel N.F. Band 1). Bärenreiter, Kassel 1937
- mit Walter Kramm, Wolfgang Medding: Kreis der Twiste (= Die Bau- und Kunstdenkmäler des Regierungsbezirks Kassel N.F. Band 2). Bärenreiter, Kassel 1938
- mit Walter Kramm, Wolfgang Medding: Kreis des Eisenberges (= Die Bau- und Kunstdenkmäler im Regierungsbezirks Kassel N.F. Band 3). Bärenreiter, Kassel 1939.
- mit Walter Kramm, Wolfgang Medding: Kreis der Eder, seit 1942 Teil des Kreises Waldeck (= Die Bau- und Kunstdenkmäler des Landes Hessen. Regierungsbezirk Kassel Band 4). Bing, Korbach 1960.